# Duridrilus darwinensis
Duridrilus darwinensis är en ringmaskart som beskrevs av Erséus 1997. Duridrilus darwinensis ingår i släktet Duridrilus och familjen glattmaskar. Inga underarter finns listade i Catalogue of Life.